# Acontia rachiastis
Acontia rachiastis là một loài bướm đêm trong họ Noctuidae.